# Shebalinsky (huyện)
Huyện Shebalinsky (tiếng Nga: ? райо́н) là một huyện hành chính tự quản (raion), của Cộng hòa Altai, Nga. Huyện có diện tích 3672 kilômét vuông, dân số thời điểm ngày 1 tháng 1 năm 2000 là 15000 người. Trung tâm của huyện đóng ở Shebalino.